# Petit appartement du roi

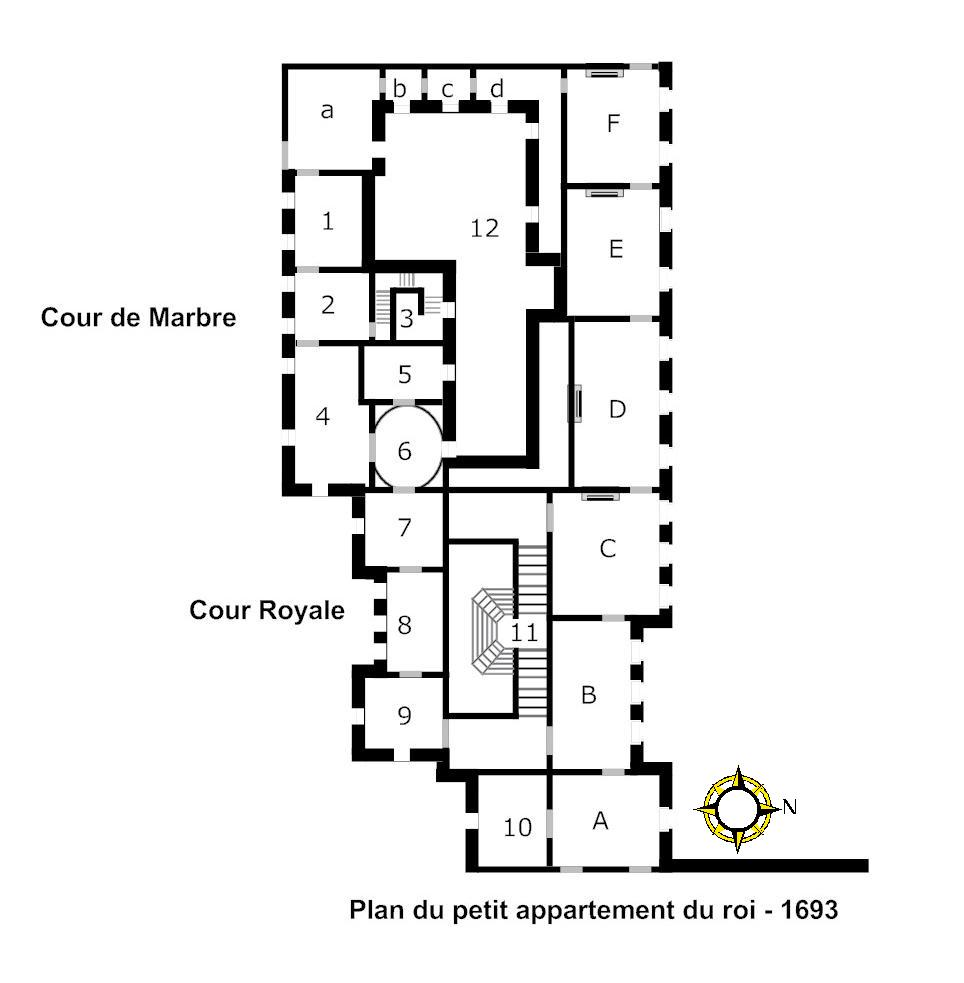
Plan du petit appartement du roi en 1693 :
1 : salle du billard (cabinet des chiens)
2 : salon du degré du roi
3 : degré du roi
4 : cabinet aux Tableaux
5 : cabinet des Coquilles (cabinet des Livres)
6 : salon Ovale
7 : Premier salon de la Petite galerie
8 : Petite galerie
9 : Deuxième salon de la Petite galerie
10 : Cabinet des médailles
11 : escalier des Ambassadeurs
12 : cour du Roi
A-F : grand appartement du roi
a : cabinet de perruques ; b : garde robe ; c : escalier ; d : passage du salon d'Apollon

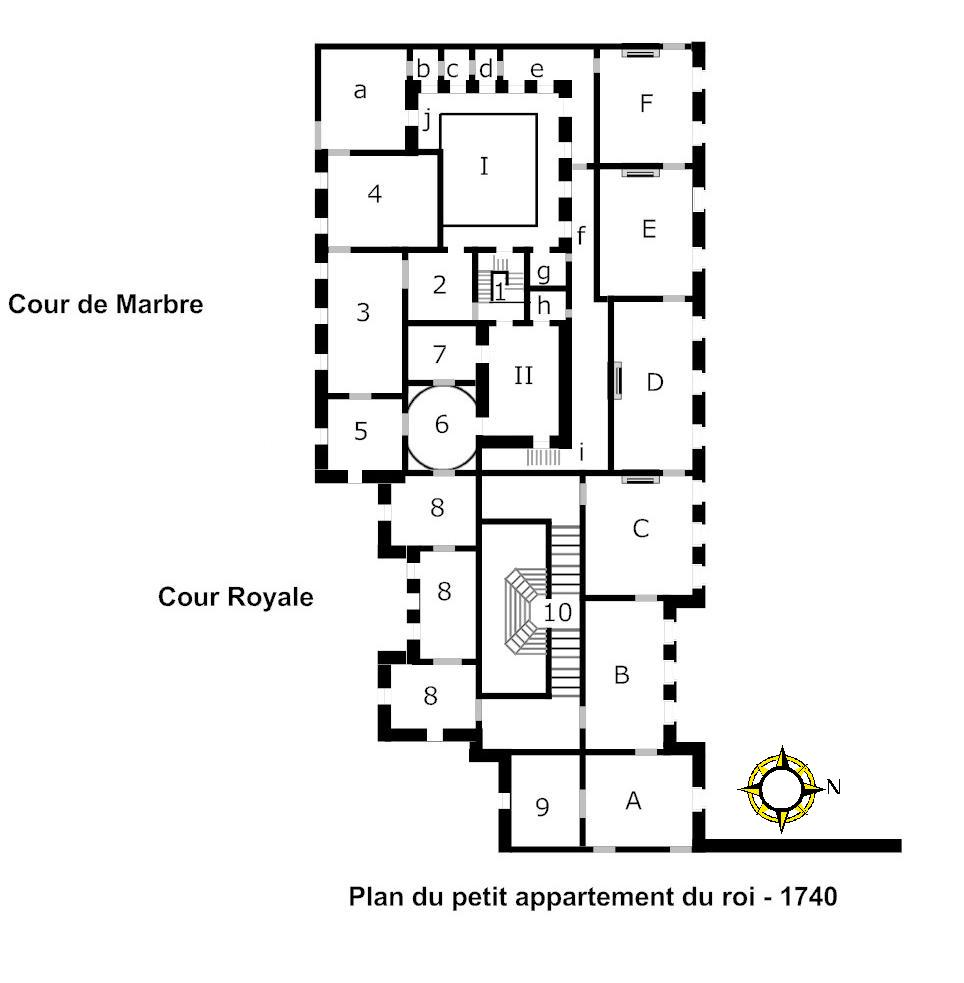
Plan du petit appartement du roi vers 1740 :
1 : degré du roi
2 : antichambre des chiens
3 : salon des pendules
4 : chambre de Louis XV
5 : cabinet intérieur du Roi
6 : salon Ovale
7 : cabinet des Livres
8 : Petite galerie
9 : Cabinet des médailles
10 : escalier des Ambassadeurs
I : cour des Cerfs
II : petite cour du Roi
A-F : grand appartement du roi
a : cabinet de perruques ; b : cabinet particulier du roi ; c : cabinet de la chaise ; d : escalier ; e : cabinet-doré ; f : corridor ; g : cabinet des bains ; h : salle des cuves

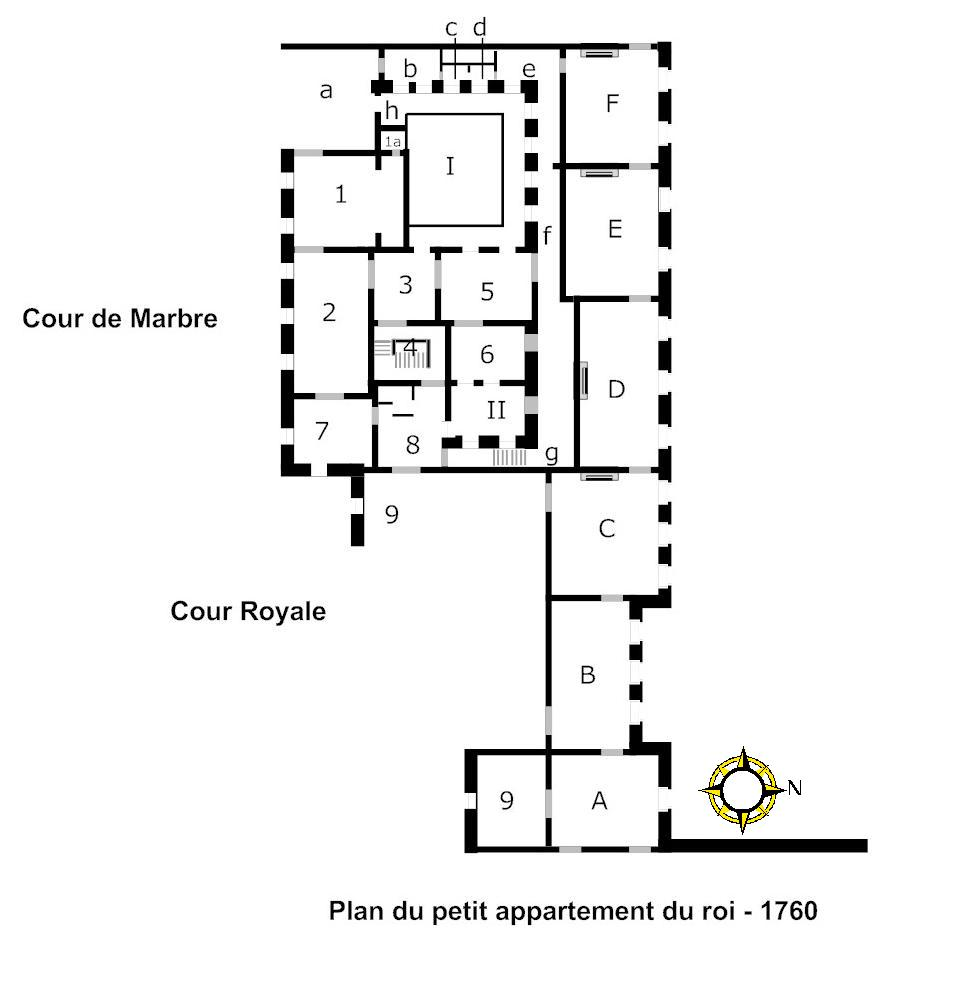
Plan du petit appartement du roi vers 1760 :
1 : chambre de Louis XV
1a : cabinet de garde-robe de Louis XVI
2 : cabinet de la Pendule
3 : cabinet des chiens
4 : degré du roi
5 : salle à manger des retours de chasse
6 : pièce des buffets
7 : cabinet intérieur du Roi
8 : arrière cabinet
9 : appartement de Madame Adélaïde
A-F : grand appartement du roi
I : Cour des Cerfs
II : Petite cour du Roi
a : salon du conseil ; b : cabinet de la tour ; c : cabinet de la chaise ; d : escalier ; e : cabinet-doré ; f : corridor ; g : degré de l'Épernon ; h : terrasse

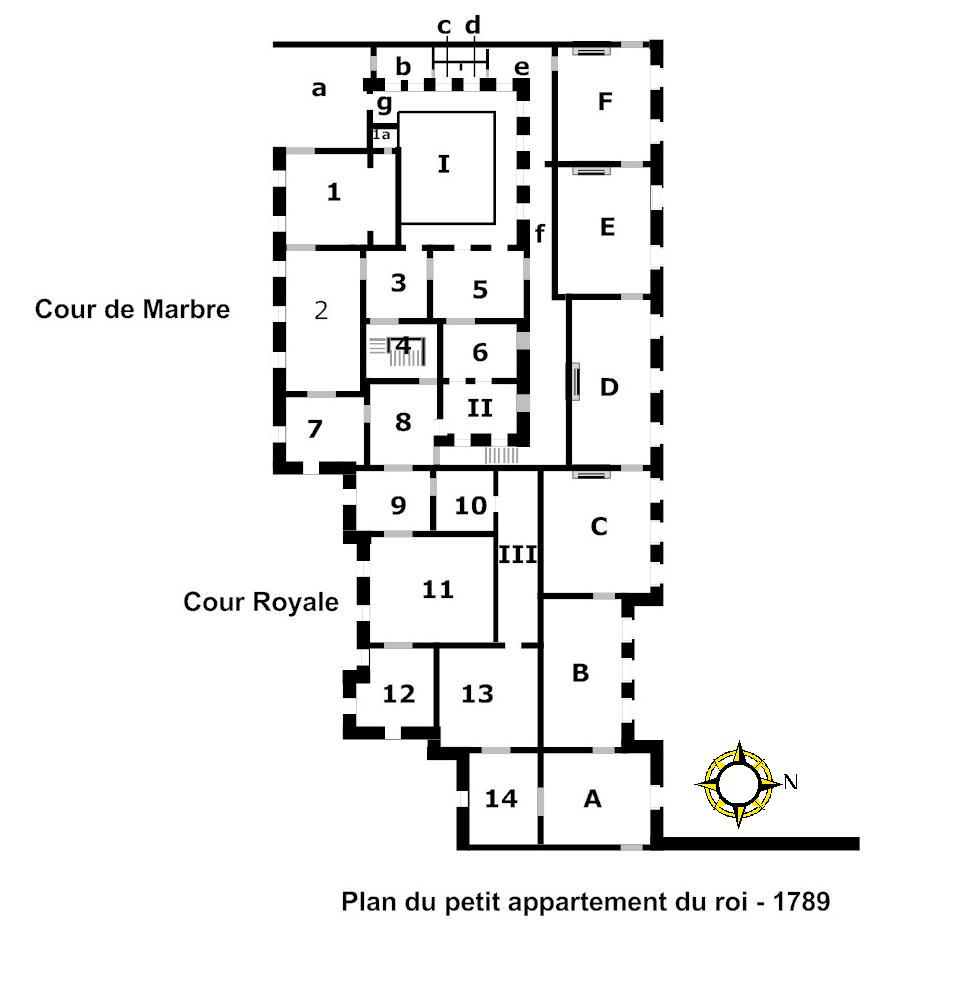
Plan du petit appartement du roi vers 1789 :
1 : chambre de Louis XV
1a : cabinet de garde-robe de Louis XVI
2 : cabinet de la Pendule
3 : cabinet des chiens
4 : degré du roi
5 : salle à manger des retours de chasses
6 : pièce des buffets
7 : cabinet intérieur du Roi
8 : cabinet des Dépêches
9 : pièce de la vaisselle d'or
10 : cabinet de la cassette
11 : bibliothèque de Louis XVI
12 : salle à manger aux salles neuves
13 : salle du billard
14 : cabinet des jeux de Louis XVI
A-F : grand appartement du roi
I : cour des Cerfs
II : petite cour du Roi
III : cave du Roi
A-F : grand appartement du roi
a : salon du conseil ; b : cabinet des bains ; c : escalier ; d : cabinet de la chaise ; e : cabinet de la géographie ; f : bibliothèque et cabinet de l'artillerie ; g : terrasse

Le petit appartement du roi, dit également appartement intérieur du roi, est un ensemble de plusieurs pièces situées au premier étage du corps central du château de Versailles. Ces pièces, situées derrière le grand appartement du roi, sont éclairées par deux cours intérieures. Elles furent le domaine particuliers des rois de France Louis XIV, Louis XV et Louis XVI. Les pièces sont aujourd’hui présentées dans leur dernier état d’origine, lorsque Louis XVI les quitta le 6 octobre 1789.

## Histoire
Dès 1661, avec les premières extensions, Louis XIV nourrit le désir de pouvoir exposer ses collections à Versailles. Dès 1682, le roi y fait installer des cabinets abritant bijoux et pierres précieuses, mais aussi des livres et des tableaux. Le clou de cet aménagement fut sans nul doute le Cabinet des curiosités dans lequel étaient exposées les médailles retraçant l'histoire de France mais aussi une série d'objets insolites offerts par les ambassadeurs au roi. Sous Louis XV d'abord, puis sous Louis XVI, le petit appartement du roi change d'affectation. Il devient alors un espace privé réservé à la famille royale et à quelques privilégiés. Il est le cadre de diverses activités royales, tel que le petit couvert ou l'exposition annuelle des porcelaines de la Manufacture de Sèvres. À la Révolution, la totalité du mobilier est vendue aux enchères. Seules les pièces pouvant aider au service, tant artistiques que techniques, de la République sont conservées : ainsi les globes terrestres, les livres de sciences, les horloges et le bureau à cylindre de Louis XV sont sauvegardés et envoyés à Paris.

### Louis XIV
À partir de 1678, Louis XIV fit réaménager ces pièces pour ses besoins particuliers. Leur aménagement, avec le transfert du degré du roi depuis la cour de Marbre à la cour du Roi, modifia la configuration des pièces datant de l’époque de Louis XIII. En raison de l’implication de la marquise de Montespan dans l'affaire des poisons, le roi rattacha à son appartement à l’appartement de celle-ci en 1684. Sous Louis XIV, le petit appartement du roi formait un véritable musée qui abritait les collections particulières du roi. Par contraste avec le grand appartement du roi, qui lui fut ouvert au public, le petit appartement du roi ne pouvait se visiter sans l'autorisation personnelle et expresse du roi. Situé au premier étage et prenant jour sur la cour de Marbre, le petit appartement du roi fut d’abord composé de neuf pièces :
- Salle du billard
- Salon du degré du roi
- Cabinet aux Tableaux
- Cabinet des Coquilles (plus tard cabinet des Livres)
- Salon Ovale
- Premier salon de la petite galerie
- Petite galerie
- Deuxième salon de la petite galerie
- Cabinet des médailles

La salle du billard (numéro 1, plan de 1693) abritait une table de billard, jeu dont Louis XIV était adepte. De plus, quelques des chiens de chasse du roi y furent logés afin qu'il puisse s'en occuper personnellement. La pièce fut donc également connue sous le nom de "cabinet des chiens". Le salon du degré du roi (numéro 2, plan de 1693) occupa l’emplacement de l’ancien escalier de Louis XIII. Le nouvel escalier – le degré du roi (numéro 3, plan de 1693) – se trouva au nord de l’ancien escalier avec une entrée sur la cour du Roi. Le salon du degré du roi servit comme accès à l’escalier et fut réservé au roi. Le décor fut consacré aux œuvres de Nicolas Poussin. 
Le cabinet des Tableaux (numéro 4, plan de 1693) avec une exposition méridionale servit comme une pinacothèque et abrita une partie de la collection des tableaux de Louis XIV. Parmi les œuvres exposées dans cette pièce, on retrouve des exemples des maîtres italiens tel que Le Corrège, Raphaël, Giorgione, Giulio Romano et Titien. On y trouvait également des armoires où Louis XIV rangeait sa collection d'œuvres en cristal de roche. En 1682, le cabinet des Coquilles (numéro 5, plan de 1693) et le salon Ovale (numéro 6, plan de 1683) furent créés. Ces pièces avec le Cabinet des médailles formèrent les "cabinets de curiosité" de Louis XIV. En plus de quelques-unes des plus célèbres peintures de la collection royale, le salon Ovale possédait quatre niches abritant chacune une sculpture en bronze :
- Jupiter par Alessandro Algardi
- Jupiter par Alessandro Algardi
- L’Enlèvement d’Orithye d’après Gaspard Marsy
- L’Enlèvement de Perséphone par François Girardon

Un décor fastueux, avec des boiseries plaquées d’or et des glaces, complétait l’exposition des peintures qui comptèrent parmi les plus précieuses de la collection royale. Initialement, le cabinet des Coquilles hébergea une partie de la collection des bijoux du roi. En 1708, la pièce fut réaménagée comme bibliothèque et rebaptisée cabinet des Livres où le roi rangea sa collection de livres rares et de manuscrits.
Les pièces suivantes (le Premier salon de la Petite galerie, la Petite galerie et le Deuxième salon de la petite galerie (numéros 7, 8 et 9, plan de 1693)) occupèrent l’emplacement des pièces faisant auparavant partie de l’appartement de la marquise de Montespan. En raison d’une campagne agressive d’acquisition d'œuvres d’art par Louis XIV et les années précédant le déclenchement de la guerre de la Ligue d'Augsbourg qui exigea davantage d'espace d’exposition, ces pièces furent rattachées au petit appartement du roi. Pierre Mignard fut chargé de la décoration des plafonds de la Petite galerie et de ses deux salons jumeaux.
| | |
| Petite galerie – vue de la voûte, gravure par Simon Thomassin d’après Pierre Mignard, fin du XVIIème siècle. | Deuxième salon de la Petite galerie – vue de la voûte, gravure d’après Pierre Mignard, fin du XVIIème siècle. |

Dans la Petite galerie et dans ses deux salons furent exposées les plus précieuses peintures de la collection royale. Elle fut consacrée aux maîtres italiens tel que Francesco Albani, Annibale Carracci, Guido Reni, et Parmigianino. La Petite galerie hébergea également la collection de cadeaux diplomatiques que reçut Louis XIV des ambassades étrangères : parmi les plus remarquables, les cadeaux présentés par le jésuite chinois Shen Fu-Tsung avec une énorme perle et les cadeaux du roi de Siam. Le Premier salon abrita une peinture que décrit Piganiole de la Force comme « le Portrait de Vie, Femme d’un Florentin nommée Giaconde ». Il s’agit de La Joconde. Un décor somptueux avec les panneaux en lapis et en écaille de tortue fut prévu pour ses trois pièces, mais en raison du déclenchement de la guerre de la Ligue d’Augsbourg le projet fut abandonné. Néanmoins, la Petite galerie et les deux salons furent utilisés par Louis XIV pour des réceptions telles que celle du prince héritier de Danemark et celle de l’Électeur de Cologne.
De toutes les pièces du petit appartement du roi, le Cabinet des médailles (numéro 10 plan de 1693) abrita une des plus remarquables collections jamais assemblées en France. Nommé en raison des douze médailliers où Louis XIV fit ranger ses collections numismatiques, le cabinet abrita également les collections de miniatures par des maîtres flamands, hollandais et allemands, et des objets sculptés en jade et en porphyre aussi bien que des objets précieux en argent ou en or. Formant une partie de la collection d’objets en or, les objets du trésor du roi Mérovingien Childéric Ier, qui furent retrouvés en 1653 à Tournai et puis présentés à Louis XIV par l’empereur Léopold Ier en 1665. Sur la cheminée, fut exposée la nef en or massif qu’utilisa Louis XIV lors d’un repas au grand couvert. Félibien la décrit « tout d’or du poids de cinquante marcs».
|                                                                                          |
| Salon de l'abondance détail du plafond : la nef de Louis XIV, René-Antoine Houasse, 1683 |

### Louis XV – 1740
Après le retour du roi et de la cour au château de Versailles en 1722, la vie quotidienne de celle-ci adopta un rythme semblable à celle sous Louis XIV. Le jeune Louis XV occupa la chambre de son arrière-grand-père où les cérémonies du lever et du coucher se déroulèrent avec la même exactitude qu’auparavant. Pourtant, en raison de l’incommodité de la chambre pendant l’hiver (les dimensions et l’exposition orientale rendaient difficile un chauffage efficace) Louis XV fut contraint de s’installer ailleurs. En 1738, Louis XV fit construire une nouvelle chambre (la chambre de Louis XV (numéro 4, plan de 1740)) à l’emplacement de la salle du billard de Louis XIV. La même année, le degré du Roi, fut supprimé et un nouvel escalier fut achevé juste au nord de l’ancien. L’ancien degré du roi fut réaménagé et rebaptisé "antichambre des chiens" car le roi y hébergeait ses chiens de chasse.
Des modifications plus importantes du petit appartement du roi furent entreprises avec la création du salon des pendules et du cabinet intérieur du Roi et la suppression du salon du degré du roi et le cabinet aux Tableaux de Louis XIV. Le salon des pendules (numéro 3, plan de 1740), appelé aussi salon Ovale en raison de sa forme elliptique, devait son nom aux cadrans sur le mur oriental qui indiquaient les heures du lever et du coucher du soleil et de la lune. Le cabinet intérieur du Roi (numéro 4, plan de 1740) servit à maints rôles : Louis XV y installa ses collections numismatiques et de miniatures (la pièce fut connue également comme cabinet des Tableaux) ; le roi y fit aménager une salle à manger qui fut plus tard transformée en atelier. En dépit de ces changements, le cabinet intérieur du Roi présenta un des plus somptueux décors de toutes les pièces du petit appartement du roi.
À cette époque, le cabinet des Livres, le salon Ovale, la Petite galerie, ses deux salons et le Cabinet des médailles de Louis XIV furent conservés (numéros 6, 7, 8 et 9, plan de 1740). En 1740, le petit appartement du roi subit maints agrandissements qui l'étendirent dans la cour du Roi créant deux cours séparées : la cour à l’est fut baptisée cour intérieure du roi (II, plan de 1740) et la cour du Roi fut rebaptisée cour des Cerfs en raison de sculptures de têtes de cerfs qu’y ornèrent les murs de celle-ci.

### Louis XV – 1760
En général, les aménagements et modifications du petit appartement du roi à partir de 1750 furent en réponse des réaménagements des appartements dans le corps central du château et la destruction de l’escalier des Ambassadeurs (numéro 10, plan de 1740). Afin de loger sa fille, Madame Adélaïde, Louis XV fit construire au même étage que le petit appartement du roi, un appartement sur l’emplacement auparavant occupé par la Petite galerie, les deux salons jumeaux et la cage de l'escalier des Ambassadeurs (numéro 9, plan de 1760). Une des plus importantes modifications du petit appartement du roi de cette époque est le réaménagement du degré du roi (numéro 4, plan de 1760) et la construction de la salle à manger des retours de chasse (1750) (numéro 5, plan de 1760) et la pièce des buffets (1754) (numéro 6, plan de 1760). La salle à manger des retours de chasse fut construite sur l’emplacement de l’ancien cabinet des bains de Louis XV (G, plan de 1760) quand le roi voulut une salle à manger dans son petit appartement où il put rassembler de manière intime des convives pour des soupers d’après chasse. Le décor de la salle à manger des retours de chasse présentait des éléments utilisés auparavant dans la salle du billard de Louis XIV.
L’époque où Louis XV fit décorer le petit appartement du roi fut importante dans l’évolution des styles décoratifs du XVIIIème siècle. Un bon nombre de ces pièces représentent quelques-uns des plus beaux exemples du style rocaille à Versailles tel que le salon des pendules avec ses boiseries par Jacques Verberckt et son ameublement consacré aux jeux. Cependant, l’événement qui distingua le salon des pendules se déroula en 1754. Cette année-là, Louis XV fit livrer du château de Choisy et fit installer dans le salon des pendules, la célèbre pendule mécanique. Œuvre collaborative de l'ingénieur Claude-Siméon Passemant et de l'horloger Louis Dauthier et installée dans une caisse en or moulée par le bronzier Philippe Caffieri, elle fut une des merveilles de l’époque. Sa réalisation dura douze années. La pendule fut surmontée d'une sphère en cristal dans laquelle une sphère armillaire, d’après le dispositif de Nicolas Copernic, présentait les positions réelles des planètes. La pendule donnait avec précision l’heure, le jour de la semaine, le mois de l’année et l’année (dont les années bissextiles). Cette pendule donna son nom définitif à la pièce : cabinet de la Pendule (numéro 2, plan de 1760).
En 1760, le cabinet intérieur du Roi fut connu sous le nom de bureau du Roi. De toutes les pièces du petit appartement du roi, cette pièce représente non seulement le goût personnel de Louis XV mais aussi un des plus beaux décors de Versailles. En 1755, l’ébéniste Gilles Joubert livra deux encoignures qui s’harmonisèrent avec les médailliers réalisés par Antoine-Robert Gaudreau livrés en 1739. Le bureau à cylindre dit bureau du Roi commencé par Jean-François Oeben et achevé par Jean-Henri Riesener fut livré en 1769. En raison de l’évolution du cabinet intérieur du Roi, Louis XV fit construire un arrière cabinet (numéro 8, plan de 1760). Avec la destruction du cabinet des Livres et du salon Ovale de Louis XIV, Louis XV créa cette pièce particulière avec à côté un petit cabinet de la chaise. Cet arrière cabinet conduit sur le palier du degré du roi. C’était dans cette pièce que Louis XV pratiquait sa politique diplomatique secrète en y ouvrant les dépêches de son réseau d'espions (le Secret du Roi). La caractéristique utilitaire du décor (une table ordinaire, quelques chaises et un rayonnage d’étagères) en reflète l’usage.

### Louis XVI
À l’exception du rattachement d’une partie de l’appartement de Madame Adélaïde, Louis XVI choisit de conserver le décor du petit appartement du roi comme l'avait laissé son grand-père. L’arrière cabinet fut rebaptisé le cabinet des Dépêches (numéro 8, plan de 1789), mais la pièce conserva sa fonction d’auparavant. La pièce de la vaisselle d’or (primitivement Premier salon de la petite galerie) forma une partie de l’appartement de Madame Adélaïde. À l’époque de Louis XVI, le roi y fit ranger ces collections de porcelaines rares et de curiosités qu'il avait reçues comme cadeaux diplomatiques. La pièce derrière la pièce de la vaisselle d’or (le cabinet de la cassette du roi (numéro 10, plan de 1789)) fut reconvertie en cabinet des bains pour Louis XV vers 1769. Louis XVI utilisa la pièce comme un lieu où il pouvait régler ses comptes personnels. Les boiseries datent de l’époque de Louis XV ; pourtant Louis XVI les fit redorer en 1784. Quand Pierre de Nolhac fut chargé de la direction du musée du château de Versailles, il découvrit que ce cabinet était utilisé comme espace de rangement par le personnel de ménage. Cette découverte fut le déclencheur des recherches approfondies sur le château de Versailles qu'il allait mener pendant son mandat de conservateur.
La bibliothèque de Louis XVI (numéro 11, plan de 1789), contiguë à la pièce de la vaisselle d’or, occupa l’emplacement de l’ancienne chambre de Madame Adélaïde (rebaptisée salon de l’Assemblée en 1769) et qui fut auparavant la Petite galerie de Louis XIV. En 1774, débuta la construction de la bibliothèque avec la décoration par les frères Rousseau, auteurs des boiseries du cabinet de la cassette du roi. Cette pièce représenta non seulement le goût personnel du roi mais elle aussi un des plus beaux exemples du style Louis XVI à Versailles. Contiguë à la bibliothèque de Louis XVI se trouvait la salle à manger aux Salles neuves (numéro 12, plan de 1789. Cette pièce, auparavant le Deuxième salon de la petite galerie, fut réaménagée en tant que salle à manger pour Louis XV en 1769. Les boiseries par Jacques Verberckt datent de ce réaménagement ; les rideaux, les revêtements bleu clair et les scènes de chasse par Jean-Baptiste Oudry présents aujourd'hui datent de 1775 quand Louis XVI fit réaménager la pièce. Elle fut connue également sous le nom de salle des Porcelaines en raison de l’exposition annuelle de la porcelaine de Sèvres qui se déroulait à chaque Noël.
La pièce des buffets ou la salle du billard (numéro 13, plan de 1789) occupe l’ancien emplacement du palier oriental de l’escalier des Ambassadeurs. Elle a été créée pour desservir la salle à manger aux Salles neuves et ranger la vaisselle du roi. Sous Louis XVI, un billard y a été installé qui servait à distraire les invités après les repas. Recouvert d'un plateau, il permettait aussi pendant les repas d'accueillir les invités surnuméraires ou les officiers du roi. La pièce a récemment été transformée en Cabinet des porcelaines, retrouvant ainsi une partie de son usage. Y sont présentées les porcelaines des services de Vincennes et de Sèvres du roi, ceux de la reine étant dans ses espaces. Le salon des Jeux de Louis XVI (numéro 14, plan de 1789) remplaça l’ancien Cabinet des médailles de Louis XIV. Créée en 1775, la pièce fut réaménagée en 1785 lors de la construction d’un théâtre près du salon d'Hercule comme un cabinet des jeux. La salle à manger aux Salles neuves, la salle du billard et le cabinet des Jeux furent consacrés aux dîners intimes donnés par Louis XVI et Marie-Antoinette pour leurs amis et les membres choisis de la famille royale.

## Disposition

### Chambre de Louis XV
En 1735, Louis XV demande la création d'une nouvelle chambre à coucher, plus confortable et plus facile à chauffer que celle de Louis XIV. Ce fut l'un des premiers aménagements du jeune roi au château. Celle-ci fut aménagée à l'emplacement du premier salon de l’appartement des collectionneur de Louis XIV. Située à côté du cabinet du Conseil, elle permettait à Louis XV de pouvoir y dormir sans être trop éloigné de la grande chambre, dans laquelle s'effectuaient encore les cérémonies du lever et du coucher. Le roi mourut dans cette pièce le 10 mai 1774, atteint de la petite vérole. En 1788, Louis XVI la dota d'une nouvelle garde-robe décorée de boiseries des frères Rousseau représentant les outils du siècle des Lumières. L'accès à cette nouvelle pièce se fait par une porte dérobée, dissimulée dans la tenture de l'alcôve.  
La pièce présentait à l'origine une somptueuse commode exécutée par Antoine-Robert Gaudreaus pour Louis XV. Ornée de bronzes réalisées par Jacques Caffieri, elle est considérée comme étant un chef-d'œuvre de l'art rocaille. Livrée en avril 1739, elle est, selon l'usage, remise au duc d'Aumont à la mort du roi en 1774. En sa qualité de premier gentilhomme de la chambre, il hérite de la totalité du mobilier de la pièce. Aujourd'hui conservée à la Wallace Collection, la commode retournera pour la première fois depuis son départ au château de Versailles dans le cadre de l'exposition "Louis XV, passions d'un roi", en octobre 2022.

### Cabinet de la Pendule
Le cabinet de la Pendule est créé vers 1740, lors du réaménagement de cette partie de l'appartement du Roi sous Louis XV, à la place du salon du degré du roi et d'une partie du cabinet aux Tableaux. En 1754, Louis XV y fait transférer du château de Choisy la pendule qui donne son nom au cabinet. La Pendule du cabinet est une horloge dont la réalisation nécessita douze années. Son mécanisme, conçu par l'ingénieur Claude-Siméon Passemant et exécuté par l'horloger Louis Dauthier, est abrité dans une caisse en bronze doré ciselée par Jacques Caffieri et Philippe Caffieri. Elle est surmontée d'un globe en cristal qui contient une sphère armillaire représentant les positions des six planètes du système solaire alors connues. Elle comporte plusieurs cadrans qui indiquent :
- L'heure
- Le jour de la semaine
- Le mois
- L'année (y compris quand elle est bissextile)
- La phase de la Lune

Au sol, une baguette de cuivre matérialise le méridien de Versailles. Un modèle réduit de la statue équestre de Louis XV, réalisée par Louis-Claude Vassé, occupe le centre de la pièce. Autour, deux consoles en bois doré s'ornent de chasses royales représentées sur leur plateau. Les boiseries sont l’œuvre de l'ornemaniste de style rocaille Jacob Verberckt. Les dessus-de-porte de la pièce étaient à l'origine des oeuvres de François Boucher, dont entre autres Le Printemps et L'Automne, aujourd'hui conservées à la Wallace Collection. 

### Pièce des buffets
Dans l'appartement intérieur du roi, plusieurs pièces des buffets se sont succédé, souvent adjacentes à des salles à manger. On ne retiendra que celles du premier étage, les autres n'ayant qu'un intérêt anecdotique. À cet étage, il y eut une première pièce des buffets, installée à côté de la salle à manger des retours de chasse vers 1750. Elle était en encorbellement sur la petite cour du roi et de configuration variable, elle fut finalement détruite sous l'Empire. Une seconde fut installée par la suite, qui desservait la salle à manger aux Salles Neuves créée en 1769 et faisait également office de salle de billard. Sous Louis XVI, le billard installé dans cette pièce servait à distraire les invités après les repas. Pendant ceux-ci, il était couvert d'un plateau et pouvait ainsi accueillir les officiers du roi ou les convives surnuméraires qui ne trouvaient pas place dans la salle à manger aux Salles Neuves. La pièce a récemment été aménagée pour présenter les services du roi, dont le fameux service « bleu céleste » commandé à la manufacture de Vincennes par Louis XV. On y trouve également des pièces du service « aux armes de France » de la compagnie des Indes.
La seconde pièce des buffets avait aussi pour fonction de servir pour les fameuses ventes privées de porcelaine organisées par Louis XV dans son petit appartement chaque décembre pour promouvoir les productions de la manufacture royale, deux siècles et demi avant que les ventes privées ne deviennent une pratique courante. Après 1769, elles se tinrent dans la salle à manger aux Salles Neuves, dont on utilisait l'imposante table d'acajou, dans la pièce des buffets voisine et même dans le salon des Jeux, vidé de son mobilier, à l'exception de la grande table centrale. Les ventes de biscuits de Vincennes et Sèvres faisaient partie de ce rituel.

### Cabinet intérieur du Roi
Sous Louis XIV, la pièce était intégrée dans le cabinet des Tableaux. Louis XV fera progressivement réaménager l'appartement de son arrière-grand-père et fera de cette pièce son nouveau cabinet de travail. Il y travaillera souvent en solitaire. Sans nul doute la pièce la plus somptueuse du petit appartement du roi, les bordures des glaces et les boiseries sculptées sont de Jacques Verberkt. La pièce était très richement meublée par certaines oeuvres d'art toujours présentes aujourd'hui : le célèbre secrétaire à cylindre de Louis XV de Jean-Henri Riesner, une commode médailler de Antoine-Robert Gaudreau, des encoignures de Gilles Joubert, une pendule de Joseph-Léonard Roque et des chaises de Nicolas-Quinibert Foliot. En 1783, fut ajouté un candélabre réalisé par Pierre-Philippe Thomire rappelant le soutien de Louis XVI à la guerre d'indépendance américaine.
La fabrication du bureau du Roi a probablement débuté en 1760, lorsque son annonce en fut formellement faite. Son premier concepteur fut Jean-François Oeben, maitre-ébéniste à l'arsenal royal. Le bureau ne fut terminé que neuf ans plus tard par Jean-Henri Riesener, l'un des ouvriers de Oeben, qui lui succéda comme maitre-ébéniste à la mort de ce dernier et qui épousa même sa veuve. Lorsque Riesener en reprit la fabrication, le bâti du bureau est déjà assemblé, les plâtres des bronzes sculptés et les plans du complexe mécanisme d'ouverture dessinés. Aidé de Wymant Stylen, il va en réaliser toute la marqueterie et on trouve sa signature dans un des cartouches postérieurs du meuble : « Riesener H. 1769 à l'arsenal de Paris ». C'est en mai 1769 au château de Versailles que le bureau fut enfin présenté au souverain.

### Cabinet des dépêches
Le cabinet des Dépêches est construit en 1760 à l'emplacement de l'ancien salon Ovale, aménagé par Louis XIV en 1692. Cette pièce était ornée de pilastres corinthiens et de quatre niches dans lesquelles se trouvaient des bronzes dont les Chenets de l'Algarde. Depuis ce salon, on pouvait accéder à la Petite galerie et au cabinet des Coquilles qui abritait la collection des livres et manuscrits précieux du roi ainsi qu'une vingtaine de tableaux. Louis XV fait supprimer cet ensemble. Le cabinet des Coquilles est remplacé par un escalier, le degré du Roi et le salon Ovale est lui divisé en un arrière-cabinet et un cabinet de chaise. 
Dans cet arrière-cabinet, il y ouvre les dépêches provenant de son réseau personnel d'espions et correspondants à l'étranger et leur rédige ses instructions. Cette diplomatie parallèle sera appelée le « Secret du Roi ». La décoration de la pièce est utilitaire : une table, quelques chaises et un rayonnage d'étagères. Louis XVI rebaptise la salle « cabinet des Dépêches » et lui conserve sa fonction précédente. Il n'en changera pas ni la décoration ni les tableaux, mais fera supprimer les pans coupés.

## Galerie
|              |                            |                               |
| Degré du roi | Pièce de la vaisselle d'or | Cabinet des jeux de Louis XVI |